# Special Force 2: Tale of the Truthful Pledge
Special Force 2: Tale of the Truthful Pledge — відеогра, заснована на подіях ліванської війни 2006 року між Хезболлою та Ізраїлем, створена ліванським бойовим угрупуванням Хезболла. Гра є продовженням Special Force, гри, випущеної ними ж у 2003 році.

## Опис
Special Force 2 — це шутер від першої особи (FPS), дія якого відбувається в 3D-середовищі, де відображаються пейзажі та архітектура Південного Лівану, у якому гравець виконує роль бійця Хезболли. Управління ресурсами відіграє важливу роль у грі. Метою творцями визначено розповісти молодому поколінню про те, що вони називають культурою опору

## Історія
16 серпня 2007 року було оголошено, що гра готова до випуску. Вона продається за ціною, еквівалентною приблизно 10 доларам США, і, як повідомляється, сотні екземплярів гри були зарезервовані до запуску.
Аналіз ігрових файлів показав, що це мод для Far Cry, перетворений на окрему гру.

## Реакція
Special Force 2: Tale of the Truthful Pledge отримала позитивні відгуки в Інтернеті від ігрових критиків, які проживають у Лівані.[джерело?] Однак, різні онлайн-видання в Америці вважали, що гра надихне ліванську молодь, яка грала в неї, приєднатися до таких груп, як Хезболла, і в результаті викликала у преси негативну критику.[джерело?]
Хезболла: прессекретар Хезболли шейх Алі Дахер сказав: «Ця гра представляє дітям культуру опору: що окупації треба чинити опір, що землю і націю треба захищати».
 Ізраїль: у відповідь, речник Міністерства закордонних справ Ізраїлю Марк Регев заявив: «Ні для кого не повинно бути несподіванкою, що Хезболла вчить дітей, що ненависть і насильство є позитивними якостями».